# Desolation Wilderness
Pour les articles homonymes, voir Desolation.
Desolation Wilderness est une zone protégée restée à l'état sauvage, qui s'étend le long de la crête de la Sierra Nevada, juste à l'ouest du lac Tahoe dans le comté d'El Dorado, en Californie (États-Unis). La surface totale est de 257 km2 et elle fait partie de la forêt nationale d'Eldorado.
C'est une destination connue des randonneurs, caractérisée par un paysage constitué de rochers de granit et de petits arbres parsemés, les forêts étant en contrebas de la montagne. Le lac Aloha est un lac remarquable de cette région.